# Kansas (album)
| Recensione                        | Giudizio     |
| --------------------------------- | ------------ |
| AllMusic                          | [ 3 ]        |
| Robert Christgau                  | D+           |
| The New Rolling Stone Album Guide | [ 5 ]        |
| Sputnikmusic                      | 4.5 (Superb) |
| Piero Scaruffi                    | [ 7 ]        |
| Dizionario del Pop-Rock           | [ 8 ]        |
| 24.000 dischi                     | [ 9 ]        |

Kansas è il primo album in studio del gruppo musicale statunitense Kansas, pubblicato dall'etichetta discografica Kirshner nel marzo del 1974.
Il materiale dell'album è stato scritto principalmente dal chitarrista Kerry Livgren e dal cantante e tastierista Steve Walsh, ed era stato composto nei due anni precedenti. Le canzoni di Livgren erano generalmente più lunghe ed elaborate di quelle di Walsh, e presentavano testi mistici che riflettevano il suo forte interesse per le religioni orientali. Journey from Mariabronn fu ispirato da Narciso e Boccadoro di Hermann Hesse, mentre Belexes e Aperçu hanno sonorità più vicine al rock sperimentale e al country rock, generi in voga in quegli anni.
L'album fu promosso da pubblicità stampate, che includevano lo slogan "Kansas is Koming"; inoltre, un singolo promozionale intitolato Man the Stormcellars: Kansas is Koming! è stato inviato alle stazioni radio, introdotto dalla voce di Don Kirshner che pubblicizzava l'album. Sono stati pubblicati due singoli: Can I Tell You e Lonely Wind. L'album venne ristampato in formato rimasterizzato su CD nel 2004. Una nuova versione rimasterizzata dell'album è stata pubblicata in vinile nel 2014.

## La copertina
La copertina dell'album raffigura l'abolizionista John Brown in una scena di Tragic Prelude, un murale del nativo americano John Stewart Curry. Il murale originale è dipinto su un muro del Kansas State Capitol a Topeka. L'immagine della copertina dell'album è scolorita e ritagliata per mostrare solo una piccola parte del dipinto originale. La fotografia proposta nella copertina è opera del fotografo Don Hunstein.

## Accoglienza
L'album ebbe, sin dalla prima pubblicazione, un buon riscontro. Il successo degli album Masque (1975), Leftoverture (1976) e Point of Know Return (1977), rianimò l'interesse commerciale per la prima uscita della band, che per un breve periodo tornò in classifica.

## Tracce

### LP
Lato A
1. Can I Tell You – 3:32 (Rich Williams, Phil Ehart, Dave Hope, Steve Walsh)
2. Bringing It Back – 3:34 (J.J. Cale)
3. Lonely Wind – 4:17 (Steve Walsh)
4. Belexes – 4:23 (Kerry Livgren)
5. Journey from Mariabronn – 7:58 (Kerry Livgren, Steve Walsh)

Lato B
1. The Pilgrimage – 3:44 (Kerry Livgren, Steve Walsh)
2. Aperçu – 9:40 (Kerry Livgren, Steve Walsh)
3. Death of Mother Nature Suite – 7:55 (Kerry Livgren)

### CD
Edizione CD del 2004, pubblicato dalla Epic Records (EK 92577)
1. Can I Tell You – 3:32 (Rich Williams, Phil Ehart, Dave Hope, Steve Walsh)
2. Bringing It Back – 3:34 (J.J. Cale)
3. Lonely Wind – 4:17 (Steve Walsh)
4. Belexes – 4:25 (Kerry Livgren)
5. Journey from Mariabronn – 7:58 (Kerry Livgren, Steve Walsh)
6. The Pilgrimage – 3:44 (Kerry Livgren, Steve Walsh)
7. Aperçu – 9:36 (Kerry Livgren, Steve Walsh)
8. Death of Mother Nature Suite – 7:58 (Kerry Livgren)
9. Bringing It Back (Live) – 9:41 (J.J. Cale) – Bonus Track - Registrato dal vivo nel 1975 al Agora Ballroom di Cleveland, Ohio

## Formazione
- Kerry Livgren - chitarra solista, chitarra ritmica, piano, organo, sintetizzatore moog, voce
- Steve Walsh - organo, piano, congas, voce solista, armonie vocali
- Robby Steinhardt - violino, voce solista, armonie vocali
- Rich Williams - chitarra
- Dave Hope - basso, voce
- Phil Ehart - batteria

Note aggiuntive
- Wally Gold - produttore
- Registrazioni effettuate al Record Plant Studios A e C di New York City, New York (Stati Uniti)
- Dan Turbeville - ingegnere delle registrazioni
- Kevin Whip Herron e Jimmy Shoes Iovine - assistenti ingegnere delle registrazioni
- Tom Rabstenek e Greg Caldi - mastering
- Ed Lee - design copertina album originale
- John Steuart Curry - dipinto copertina frontale album originale
- Don Hunstein - fotografia retrocopertina album originale[11]

## Classifica
| Anno | Classifica    | Posizione raggiunta |
| ---- | ------------- | ------------------- |
| 1974 | Billboard 200 | 174                 |